# Keutschacher Seental
Das Keutschacher Seental liegt in Kärnten südlich des Wörthersees zwischen dem Höhenzug des Pyramidenkogels im Norden und dem Sattnitzzug im Süden. In ihm liegen mehrere kleine Seen, darunter der Keutschacher See.

## Geographie
Das Tal ist eine tektonisch vorgezeichnete und eiszeitlich ausgeprägte Talfurche. In ihr liegen – von West nach Ost – die vier Seen Hafnersee, Keutschacher See, Baßgeigensee und Rauschelesee, die das Landschaftsbild prägen. Der Penkensee ist ein künstlich aufgestauter Teich. Die Becken, in denen die Seen liegen, entstanden am Ende der letzten Eiszeit, als die zurückweichenden Gletscher Moränenwälle hinterließen, die die Seen aufstauten.
Gegen Westen wird die Talfurche durch eine Talwasserscheide begrenzt. Der westliche Teil, darunter das Gebiet des Ortes Schiefling am See, wird durch den Roda- oder Rakouzabach entwässert, der in den Hafnersee mündet. In den Hafnersee mündet von Süden noch ein zweiter Bach, der zugleich der Abfluss des Penkensees ist. Der Abfluss des Hafnersees fließt nach Osten und mündet nach 800 m in den Keutschacher See. Der Keutschacher See entwässert nach Norden, sein Abfluss mündet nach 2,3 km als Reifnitzbach in den Wörthersee.
Der östliche Teil der Talfurche, östlich des Keutschacher Sees, ist durch eine Talwasserscheide vom westlichen Teil getrennt und entwässert nach Osten. Eine starke Quelle am Nordfuß der Sattnitz, die Müllnerquelle, speist den Baßgeigensee. Der Abfluss des Sees fließt nach Osten und mündet nach rund 800 m in den Rauschelesee, dessen Abfluss nach Osten wiederum in die Treimischer Teiche münden, die die Ostgrenze der Talfurche bilden. Die Treimischer Teiche entwässern über den Viktringer Bach in die Glanfurt.

## Landschaftsschutzgebiet
Große Teile des Seentals bilden das Landschaftsschutzgebiet Keutschacher-See-Tal, das 2532 Hektar umfasst und 1970 eingerichtet wurde. Es umfasst Teile der Gemeinden Keutschach am See, Ludmannsdorf und Schiefling am See.

## Belege
- Hans Sampl: Seen und Teiche des Keutschacher Seentals. In: Bettina Golob, Helmut Zwander (Hrsg.): Die Sattnitz. Konglomerat der Natur im Süden Kärntens. Naturwissenschaftlicher Verein für Kärnten, Klagenfurt 2006, ISBN 3-85328-041-2, S. 29–44.
- Helmut Hartl, Hans Sampl, Ralf Unkart: Kleinode Kärntens. Nationalparks, Naturschutzgebiete, Landschaftsschutzgebiete, Naturdenkmale. Kärntner Druck- und Verlagsgesellschaft, Klagenfurt 1993, ISBN 3-85391-092-0, S. 124ff.